# Near Sawrey
Near Sawrey i Far Sawrey – dwie pobliskie wsie w Anglii, w Kumbrii. Leżą 60 km na południe od miasta Carlisle i 369 km na północny zachód od Londynu. W Near Sawrey mieszkała autorka Beatrix Potter.